# NGC 7097
NGC 7097 est une galaxie elliptique située dans la constellation de la Grue. Sa vitesse par rapport au fond diffus cosmologique est de 2 397 ± 24 km/s, ce qui correspond à une distance de Hubble de 35,4 ± 2,5 Mpc (∼115 millions d'al). NGC 7097 a été découverte par l'astronome britannique John Herschel en 1834. 
NGC 7097 est une galaxie LINER, c'est-à-dire une galaxie dont le noyau présente un spectre d'émission caractérisé par de larges raies d'atomes faiblement ionisés.	
À ce jour, six mesures non basées sur le décalage vers le rouge (redshift) donnent une distance de 30,367 ± 7,889 Mpc (∼99 millions d'al), ce qui est à l'intérieur des valeurs de la distance de Hubble.
NGC 7097 et PGC 67160 (NGC 7097A) forment une paire de galaxies. La distance de Hubble de PGC 67160 est de 35,02 ± 2,61 Mpc (∼114 millions d'al) ce qui est presque la même que NGC 7097, confirmant ainsi qu'il s'agit d'une paire réelle.